# Mariano Rubio Jiménez
Mariano Rubio Jiménez (Burgos, 14 de novembre de 1931- † Madrid, 4 d'octubre de 1999) va ser un economista espanyol i governador del Banc d'Espanya entre 1984 i 1992.

## Biografia
Va tornar a Espanya el 1963, incorporant-se al Ministeri d'Hisenda, del qual era titular en aquell moment Mariano Navarro Rubio, que el 1965 és nomenat Governador del Banc d'Espanya. Mariano Rubio s'integra llavors a l'entitat financera en qualitat de subdirector de departament.
El 1970, sent ministre d'Hisenda Alberto Monreal Luque, és nomenat director general de Política Financera, càrrec del qual dimiteix tres mesos després. El 1973 passa a dirigir l'empresa Enagás.
Iniciada la Transició, s'incorpora al Partit Social-Demòcrata de Francisco Fernández Ordóñez. El 1977 és nomenat subgovernador del Banc d'Espanya, càrrec que ocupa fins a 1984, any en què és nomenat Governador del Banc d'Espanya. Va ocupar aquest càrrec fins al juliol de 1992. Durant la seva etapa al capdavant de l'entitat va haver de fer front a la greu crisi financera que va travessar el país.
Després d'unes informacions revelades pel Diari El Mundo el 1992, en què es denunciava la seva implicació en un delicte de frau a Hisenda (Cas Ibercorp), va dimitir del seu càrrec. Una segona causa en què es va veure implicat va ser la coneguda com "Cas Mariano", oberta per haver mantingut un compte opac per al fisc, amb uns 180.000 euros i sota un nom en clau. Explica que li gestionava el mateix Manuel de la Concha, implicat en el cas Ibercorp. El 5 de maig de 1996 ingressava a la presó, de la qual sortiria sota fiança a petició del fiscal en cap de Madrid Mariano Fernández Bermejo. Va morir a Madrid a l'edat de 67 anys víctima d'un càncer de còlon. Va estar casat amb l'escriptora Carmen Posadas.